# Зигос
Зигос (на гръцки: Ζυγός) е село в Гърция, в дем Кавала, област Източна Македония и Тракия.

## География
Селото е разположено на 180 m надморска височина в Урвил (Ори Леканис), на около 9 километра северно от демовия център Кавала.

## История

### В Османската империя
В началото на XX век селото е изцяло турско селище в Кавалската кааза на Османската империя. Съгласно статистиката на Васил Кънчов („Македония. Етнография и статистика“) към 1900 година Зигош е голямо изцяло турско селище с 1100 жители.

### В Гърция
След Междусъюзническата война в 1913 година селото попада в Гърция. В 1923 година турското му население по силата на Лозанския договор се изселва в Турция и на негово място са настанени гърци бежанци. Според статистиката от 1928 година Зигос е изцяло бежанско с 305 семейства и 1288 жители общо. Българска статистика от 1941 година показва 2345 жители.
Населението произвежда тютюн, пшеница и царевица и се отгрежда едър добитък.
Според преброяването от 2001 година селото има население от 1485 жители.
| Име        | Име           | Ново име | Ново име | Описание                     |
| ---------- | ------------- | -------- | -------- | ---------------------------- |
| Яути чешме | Γιαούτι Βρύση | Стерна   | Στέρνα   | извор ЮЗ от Зигос            |
| Кел тепе   | Κὲλ Τεπέ      | Гимно    | Γυμνό    | връх във Урвил, ЮИ над Зигос |

| Година    | 1913 | 1920 | 1928 | 1940 | 1951 | 1961 | 1971 | 1981 | 1991 | 2001 | 2011 | 2021 |
| --------- | ---- | ---- | ---- | ---- | ---- | ---- | ---- | ---- | ---- | ---- | ---- | ---- |
| Население | 1414 | 1453 | 1518 | 2069 | 2230 | 1993 | 1462 | 1530 | 1419 | 1485 | 1485 | 1209 |